# コロコロ (哺乳類)
コロコロ（Leopardus colocola）は、哺乳綱食肉目ネコ科オセロット属に分類される食肉類。別名パンパスキャット、パンパスネコ、パジェロキャット。

## 分布
アルゼンチン、ウルグアイ、エクアドル、コロンビア（？）、チリ、パラグアイ、ブラジル、ペルー、ボリビア

## 形態
頭胴長（体長）53 - 70センチメートル。尾長27 - 35センチメートル。体重3.5 - 6.6キログラム。オスはメスより大型になる。
毛色や斑紋は個体差が大きい。耳は大きな三角形で、先端は尖り、房毛がある。虎耳状斑がみられることもある。虹彩は黄色がかった褐色。鼻鏡はピンクか、赤みを帯びる。

## 分類
アンデスネコと最も近縁と考えられている。かつては、本種のみでパンパスネコ属Lynchailurusを構成する説もあった。ブラジルでは、Leopardus tigrinusとの種間雑種を形成した例が報告されている。
以下の亜種の分類・分布は、IUCN SSC Cat Specialist Group (2017) に従う。
Leopardus colocola colocola (Molina, 1782)
チリ中部
Leopardus colocola budini (Pocock, 1941)
アルゼンチン北西部、ボリビア
Leopardus colocola braccatus (Cope, 1889)
パラグアイ、ブラジル中部・南西部
Leopardus colocola garleppi (Matschie, 1912)
エクアドル、コロンビア南部、ペルー
Leopardus colocola munoai (Ximénez, 1961)
ウルグアイ
Leopardus colocola pajeros (Desmarest, 1816)
アルゼンチン中北部・中部・南部
Leopardus colocola wolffsohni (García-Perea, 1994)
チリ北部（Tarapacá州）
分布域や毛衣・頭骨の比較から、パンタナルネコL. braccatusやパンパスネコL. pajerosなどを別種とする説もある。その説に従えば、狭義の本種は基亜種と亜種L. c. wolffsohniで構成される。

## 生態
パンパスやセラードなどの草原、林地、沼地、山地など様々な環境に生息する。
おもに齧歯類などの小型哺乳類、鳥類を食べるが、トカゲなどの爬虫類や昆虫も食べる。大型動物の死骸を食べることもある。
1回に1 - 3頭の幼獣を産む。飼育下では、16.5年生存した記録がある。

## 人間との関係
開発や放牧による生息地の破壊・劣化により、生息数は減少している。家畜を襲う害獣としての駆除、交通事故による影響も懸念されている。アルゼンチン中部では絶滅したと考えられている。
アンデス地方では、毛皮や剥製が宗教儀式に利用されている。ペルーでは食用とされ、伝統医療に用いるために狩猟されることもある
三菱自動車のSUVの、パジェロの名の由来となっている。